# غادهبوش
غادبوش (بالألمانية: Gadebusch) هي بلدة ألمانية تقع في ألمانيا في مكلنبورغ فوربومرن. يقدر عدد سكانها بـ 5,905 نسمة .

## المدن التوأمة
مدن Åmål Municipality، Saint-Germain-du-Puy، Trittau وCzarnków هي مدن توأمة لـغادبوش.